# Semenáč

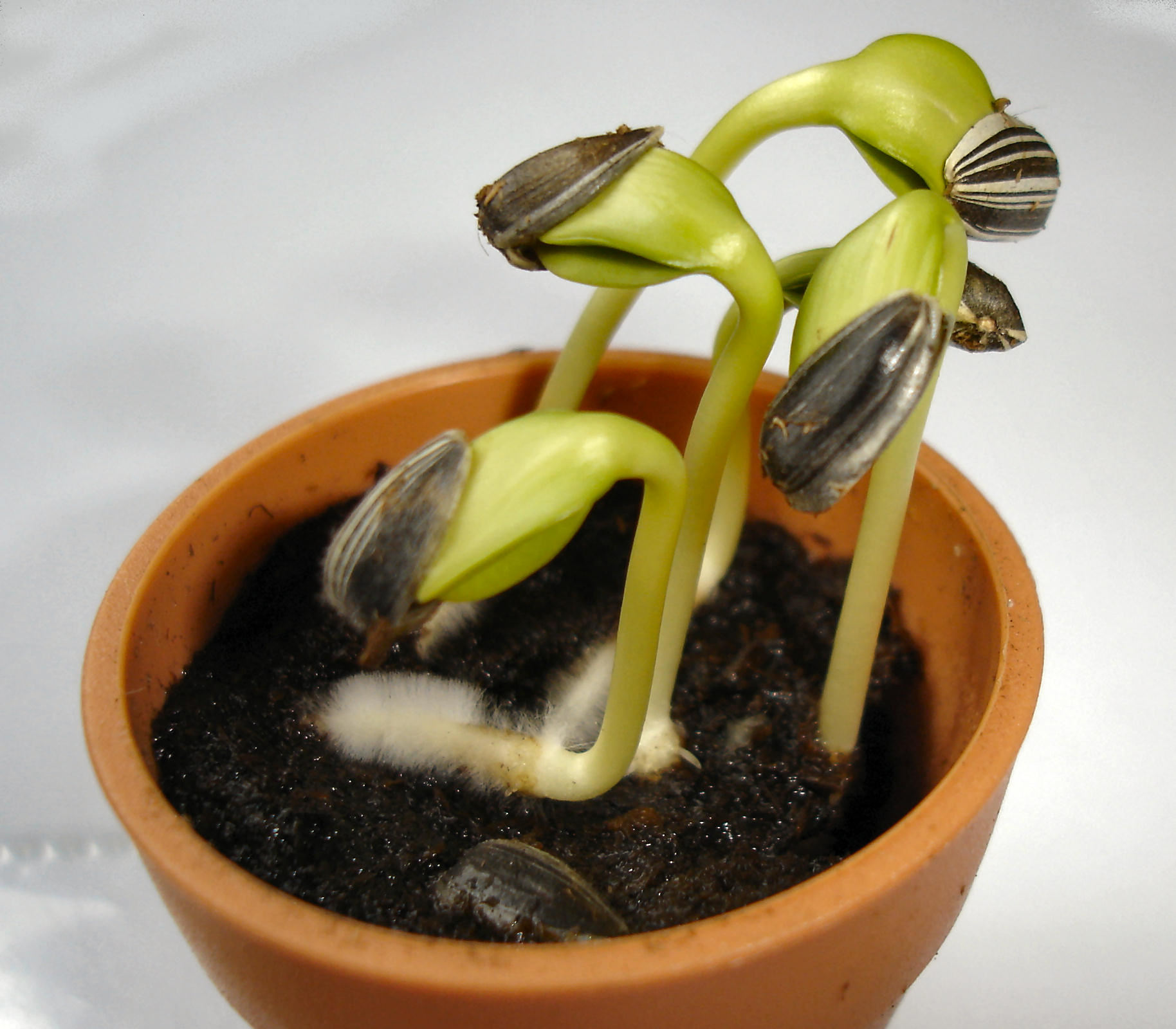
Semenáče slunečnice

Semenáč je označení pro rostlinu, která vznikla generativním způsobem; ze semene (v kontrastu s roubovanými nebo řízkovanými rostlinami, tedy klony matečné rostliny). Generativně vzniklé rostliny se takto vymezují bez ohledu na jejich věk.

## Využití semenáčů v ovocnictví
U mnoha ovocných stromů, např. u jabloní, se semenáče (hovorově také pláňky) používají jako podnože, na které jsou roubovány či očkovány různé ušlechtilé odrůdy téhož nebo příbuzného druhu .

## Semenáček

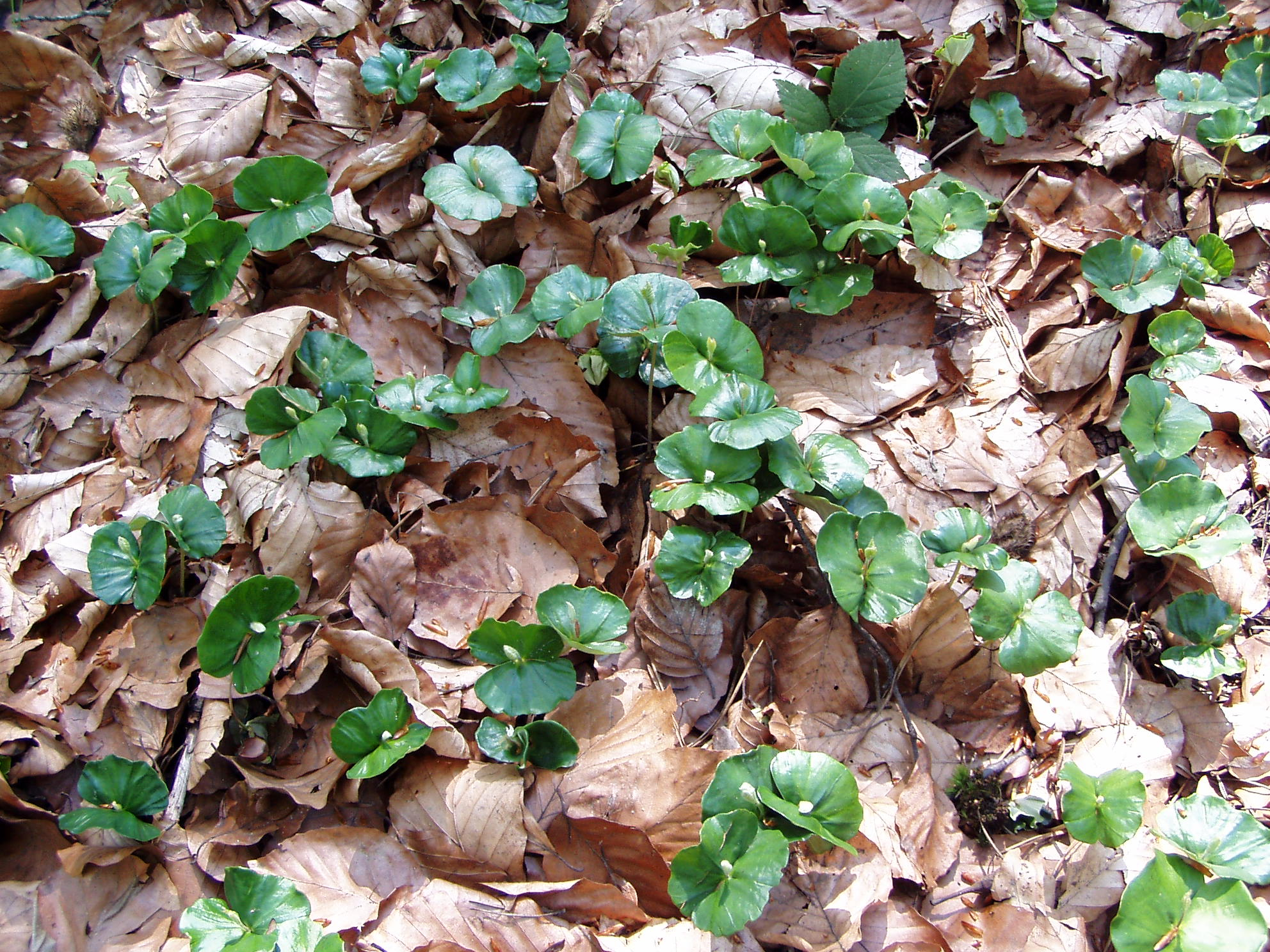
Rašící semenáčky buku lesního nijak nepřípomínají dospělou rostlinu

Zdrobnělé slovo semenáček je synonymem pro klíční rostlinu, jedná se tedy o užší vymezení slova semenáč na juvenilní stádia rostlin. Převážně se tak označují pouze rostliny od vyklíčení do opadu typických děložních lístků. Klíční rostlina je často díky odlišným děložním a primárním listům pro laiky obtížně určitelná. Důvodem je právě zmíněná odlišnost děložních a "normálních" listů. Znalost podoby semenáčků plevelů a kulturních rostlin má pro zemědělce, zahradníky nebo lesníky zásadní význam (správná determinace druhu již v raném věku).
Slova semenáček nebo semenáč bývají často nesprávně používána jako synonyma ke slovu sazenice. Ve školkařských provozech (lesních a okrasných školkách) jsou jako semenáčky označovány zpravidla maximálně jednoleté rostlinky vzešlé ze semene před školkováním nebo podřezáváním. Po těchto operacích bývají školkováním nebo podřezáváním zesílené rostliny označované již jako sazenice.